# Antonio Canales
Pour les articles homonymes, voir Canales (homonymie).
Ne doit pas être confondu avec Antonio Canale.
Antonio Canales (de son vrai nom Antonio Gómez de los Reyes), né le 3 décembre 1961 à Séville en Espagne, est un danseur espagnol de flamenco ainsi qu'un acteur de cinéma. 

## Biographie
Né dans une famille d'artistes de flamenco, Antonio Canales tient son nom de son grand-père Canales, un fameux chanteur de flamenco du début du siècle. Dansant pour le plaisir, il décide jeune de devenir danseur professionnel en intégrant le Ballet Nacional de España dans lequel il devient rapidement danseur soliste. En 1981, il vient à Paris, et travaille avec Maguy Marin (sur le spectacle Calambre en 1985). Après une reconnaissance internationale, il décide en 1992 de fonder sa propre compagnie de danse.
Il est également occasionnellement acteur au cinéma et a tenu le rôle principal remarqué – à contre-emploi puisqu'il ne danse pas contrairement à tous les autres acteurs – dans le film Vengo (1999) de Tony Gatlif présenté à la Mostra de Venise.
En 2020, il reçoit la Médaille d'or du mérite des beaux-arts, décernée par le Ministère de la Culture espagnol.

## Chorégraphies
- A ti, Carmen Amaya
- Siempre flamenco
- Bengues, Venus y Narciso
- A cuerda y tacón
- Torero, donné en représentation plus de 700 fois dans le monde.
- Gitano, dansé avec Sara Baras
- Variaciones sobre el Guernica de Picasso
- La casa de Bernarda Alba
- Raíces
- A Ciegas
- Cenicienta
- Bailaor
- Minautoro
- Ojos verdes

## Filmographie
- 1999 : Vengo de Tony Gatlif – Caco
- 2016 : Maldita venganza de David Chamizo – El Brujo